# Lista jurorów Międzynarodowego Konkursu Pianistycznego im. Fryderyka Chopina
Lista jurorów Międzynarodowego Konkursu Pianistycznego im. Fryderyka Chopina – wykaz osób powołanych lub zaproszonych przez Narodowy Instytut Fryderyka Chopina na Międzynarodowy Konkurs Pianistyczny im. Fryderyka Chopina w Warszawie złożony z wybitnych pianistów lub pedagogów, w celu oceny konkursowych występów pianistów, wyłonienia zwycięzcy oraz podziału nagród. Pracami jury kieruje jej przewodniczący wybrany lub powołany na wniosek Narodowego Instytutu Fryderyka Chopina i zatwierdzony przez ministra Kultury i Dziedzictwa Narodowego. W niektórych konkursach powoływano ponadto honorowego przewodniczącego, pełniącego zazwyczaj funkcję reprezentacyjną i pomocniczą. Dotychczas w osiemnastu Konkursach Chopinowskich powołano 8 przewodniczących oraz dodatkowo 3 przewodniczących honorowych. 

## Dobór jurorów konkursu

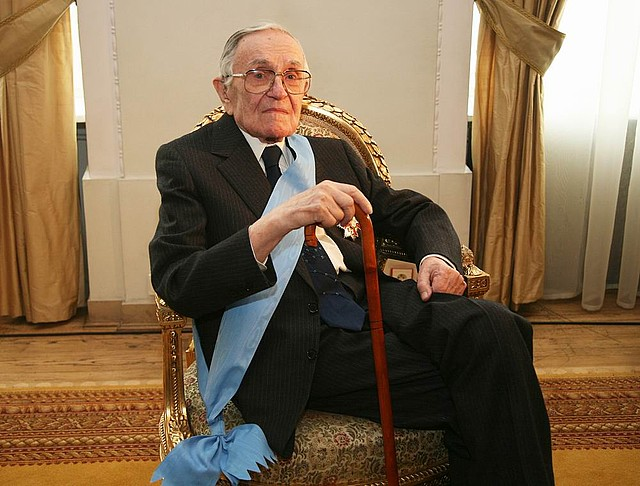
Jedenastokrotny uczestnik zespołu jury na Konkursach Chopinowskich w okresie 1949–2010 Jan Ekier

Do inauguracyjnego konkursu powołano jury złożone głównie z polskich przedstawicieli środowiska muzycznego. Dopiero od drugiego konkursu w jego skład wchodzą obcokrajowcy. Od drugiego konkursu nowością regulaminu było to, że wprowadzono funkcję zastępcy przewodniczącego na okoliczność, gdyby przewodniczący zachorował lub z jakichś innych przyczyn nie mógł punktować uczestników i wydawać ostatecznego rozstrzygnięcia. Nazwiska jurorów trzech przedwojennych konkursów określiły skład jurorów spośród osób wywodzących się z: pianistów koncertujących, pianistów pedagogów oraz muzyków związanych z tradycją chopinowską i muzyką fortepianową.
W pierwszym powojennym konkursie (IV edycja) obowiązywała zasada, że jurorzy słuchali występów pianistów zza parawanu (zasłony) ustawionej w loży na piętrze. Przyjęto zasadę, że grający występują anonimowo, a jedynym identyfikatorem jest ich numer. Członkowie jury mieli absolutny zakaz kontaktowania się z pianistami i byli niejako izolowani od świata zewnętrznego. Wprowadzono funkcję męża zaufania (prof. Jerzy Lefeld) – łącznika pomiędzy pianistą a jury. Nowością w procesie kompletowania jury była zasada, że państwa, których kandydaci brali udział w konkursie, miały prawo wydelegować swoich członków do jury. Od V edycji przesłuchania są już w pełni jawne.
Obecnie propozycje nazwisk jurorów wysuwają uczelnie muzyczne, poszczególni profesorowie oraz (początkowo członkowie Towarzystwa im. Fryderyka Chopina, później Narodowego Instytutu Fryderyka Chopina). Ostateczny skład akceptuje Narodowy Instytut Fryderyka Chopina i przedkłada do podpisu ministrowi Kultury i Dziedzictwa Narodowego. Rozpoczynają się wówczas starania, prowadzące do oficjalnego zaproszenia konkretnej osoby. W większości przypadków zaproszenie jest przyjmowane. W 1975 zaproszenia nie przyjął np. Claudio Arrau, z zasady odmawiający uczestnictwa w pracach jury, w 1995 odrzucił je Swiatosław Richter. Z laureatów pierwszej nagrody Konkursu Chopinowskiego na pracę w jury nie zdecydowali się – jak dotychczas – np. Maurizio Pollini i Krystian Zimerman. W skład jury z reguły wchodzili byli pianiści koncertujący, a później pedagodzy, znający partytury utworów Fryderyka Chopina i historyczny kontekst jego muzyki.
W jury osiemnastu Konkursów Chopinowskich zasiadało 216 osób z 38 krajów. Rekordzistą pod względem udziału w gronie jurorów jest Polak Jan Ekier, który wchodził w skład zespołu jurorów na jedenastu Konkursach Chopinowskich w okresie 1949–2010.

## I konkurs (1927)

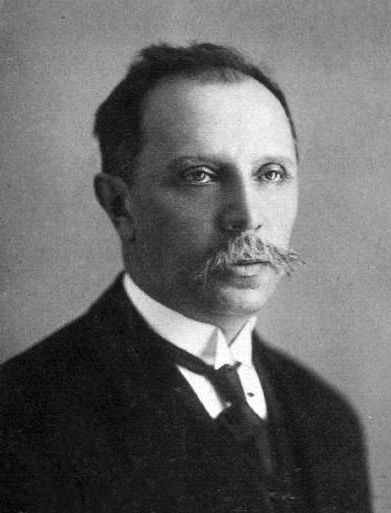
Przewodniczący jury I Konkursu Chopinowskiego Witold Maliszewski

## II konkurs (1932)

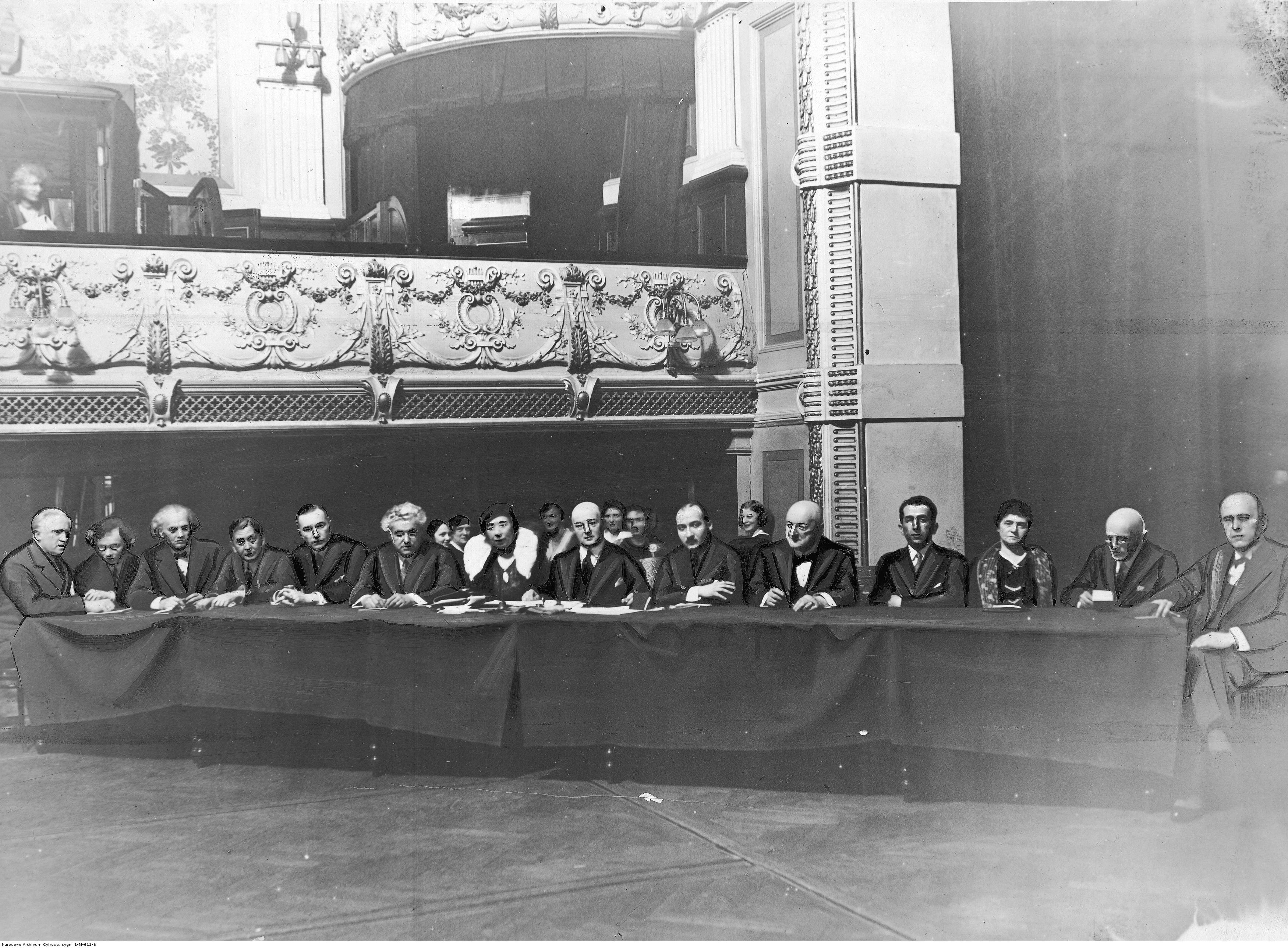
Jurorzy II Konkursu Chopinowskiego

## III konkurs (1937)

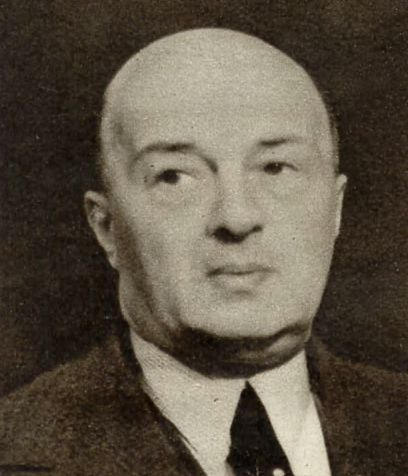
Przewodniczący jury III Konkursu Chopinowskiego Adam Tadeusz Wieniawski

## IV konkurs (1949)

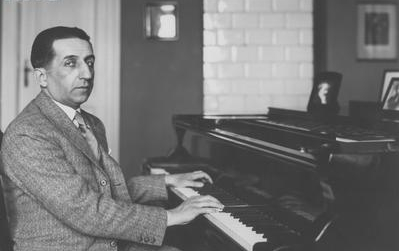
Czterokrotny przewodniczący jury Konkursów Chopinowskich Zbigniew Drzewiecki w latach 1949–1965

## VI konkurs (1960)

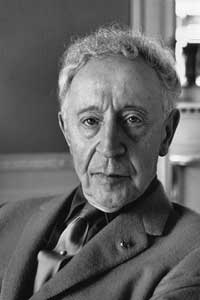
Honorowy przewodniczący jury VI Konkursu Chopinowskiego Artur Rubinstein

## VIII konkurs (1970)n

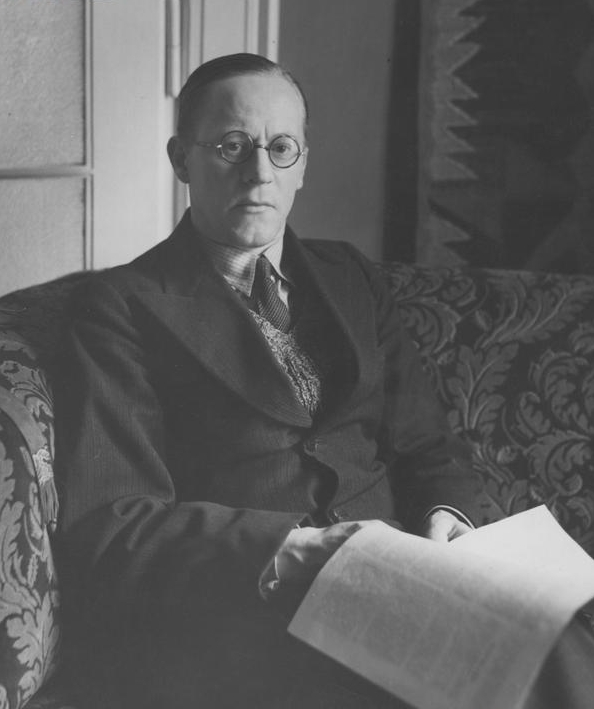
Przewodniczący jury VIII i IX Konkursu Chopinowskiego Kazimierz Sikorski

## I konkurs (1927)[3]
| Lp. | Juror                  | Kraj             | Funkcja             | Informacje dodatkowe                   |
| 1.  | Witold Maliszewski     | Polska           | przewodniczący jury | kompozytor                             |
| 2.  | Zygmunt Butkiewicz     | Polska           | członek jury        | pianista, Konserwatorium Poznańskie    |
| 3.  | Zbigniew Drzewiecki    | Polska           | członek jury        | pianista, Konserwatorium Warszawskie   |
| 4.  | Alfred Hoehn           | Rzesza Niemiecka | członek jury        | pianista, Konserwatorium w Weimarze    |
| 5.  | Piotr Maszyński        | Polska           | członek jury        | kompozytor i dyrygent chóralny         |
| 6.  | Aleksander Michałowski | Polska           | członek jury        | pianista                               |
| 7.  | Henryk Melcer          | Polska           | członek jury        | kompozytor, Konserwatorium Warszawskie |
| 8.  | Zofia Rabcewicz        | Polska           | członek jury        | pianistka, Konserwatorium Warszawskie  |
| 9.  | Adam Sołtys            | Polska           | członek jury        | muzykolog, Konserwatorium Lwowskie     |
| 10. | Felicjan Szopski       | Polska           | członek jury        | kompozytor i krytyk muzyczny           |
| 11. | Józef Śmidowicz        | Polska           | członek jury        | pianista                               |
| 12. | Józef Turczyński       | Polska           | członek jury        | pianista, Konserwatorium Warszawskie   |
| 13. | Adam Wyleżyński        | Polska           | członek jury        | Konserwatorium Wileńskie               |
| 14. | Jerzy Żurawlew         | Polska           | członek jury        | pianista, inicjator Konkursu           |

## II konkurs (1932)[4]
| Lp. | Juror                      | Kraj                 | Funkcja                 |
| 1.  | Adam Tadeusz Wieniawski    | Polska               | przewodniczący jury     |
| 2.  | Stanisław Niewiadomski     | Polska               | wiceprzewodniczący jury |
| 3.  | Eugeniusz Morawski-Dąbrowa | Polska               | sekretarz jury          |
| 4.  | Franciszek Brzeziński      | Polska               | członek jury            |
| 5.  | Marian Dąbrowski           | Polska               | członek jury            |
| 6.  | Zbigniew Drzewiecki        | Polska               | członek jury            |
| 7.  | Arthur De Greef            | Belgia               | członek jury            |
| 8.  | Alfred Hoehn               | Rzesza Niemiecka     | członek jury            |
| 9.  | Roman Jasiński             | Polska               | członek jury            |
| 10. | Juliusz Kaden-Bandrowski   | Polska               | członek jury            |
| 11. | Marguerite Long            | Francja              | członek jury            |
| 12. | Joseph Marx                | Republika Austriacka | członek jury            |
| 13. | Zofia Rabcewicz            | Polska               | członek jury            |
| 14. | Maurice Ravel              | Francja              | członek jury            |
| 15. | Richard Rössler            | Rzesza Niemiecka     | członek jury            |
| 16. | Karol Szymanowski          | Polska               | członek jury            |
| 17. | Józef Śmidowicz            | Polska               | członek jury            |
| 18. | Magda Tagliaferro          | Brazylia             | członek jury            |
| 19. | Józef Turczyński           | Polska               | członek jury            |
| 20. | Paul Weingarten            | Republika Austriacka | członek jury            |
| 21. | Carlo Zecchi               | Włochy               | członek jury            |
| 22. | Jerzy Żurawlew             | Polska               | członek jury            |

## III konkurs (1937)[5]
| Lp. | Juror                      | Kraj       | Funkcja                 |
| 1.  | Adam Tadeusz Wieniawski    | Polska     | przewodniczący jury     |
| 2.  | Wilhelm Backhaus           | III Rzesza | wiceprzewodniczący jury |
| 3.  | Isidor Philipp             | Francja    | wiceprzewodniczący jury |
| 4.  | Emil von Sauer             | Austria    | wiceprzewodniczący jury |
| 5.  | Guido Agosti               | Włochy     | członek jury            |
| 6.  | Attilio Brugnoli           | Włochy     | członek jury            |
| 7.  | Zofia Buckiewiczowa        | Polska     | członek jury            |
| 8.  | Marian Dąbrowski           | Polska     | członek jury            |
| 9.  | Zbigniew Drzewiecki        | Polska     | członek jury            |
| 10. | Emil Frey                  | Szwajcaria | członek jury            |
| 11. | Alfred Hoehn               | III Rzesza | członek jury            |
| 12. | Imre Keéri-Szántó          | Węgry      | członek jury            |
| 13. | Lazare Lévy                | Francja    | członek jury            |
| 14. | Loris Margaritis           | Grecja     | członek jury            |
| 15. | Eugeniusz Morawski-Dąbrowa | Polska     | członek jury            |
| 16. | Harry Neuhaus              | ZSRR       | członek jury            |
| 17. | Marie Panthès              | Szwajcaria | członek jury            |
| 18. | Zofia Rabcewicz            | Polska     | członek jury            |
| 19. | Lucyna Robowska            | Polska     | członek jury            |
| 20. | Richard Rössler            | III Rzesza | członek jury            |
| 21. | Paul Schuberts             | Łotwa      | członek jury            |
| 22. | Imré Stefániai             | Węgry      | członek jury            |
| 23. | Andrej Stojanow            | Bułgaria   | członek jury            |
| 24. | Stefan Śledziński          | Polska     | członek jury            |
| 25. | Józef Śmidowicz            | Polska     | członek jury            |
| 26. | Magda Tagliaferro          | Brazylia   | członek jury            |
| 27. | Józef Turczyński           | Polska     | członek jury            |
| 28. | Bolesław Woytowicz         | Polska     | członek jury            |
| 29. | Carlo Zecchi               | Włochy     | członek jury            |
| 30. | Jerzy Żurawlew             | Polska     | członek jury            |

## IV konkurs (1949)[6]
| Lp. | Juror                      | Kraj           | Funkcja                 |
| 1.  | Zbigniew Drzewiecki        | Polska         | przewodniczący jury     |
| 2.  | Arthur Hedley              | Anglia         | wiceprzewodniczący jury |
| 3.  | Marguerite Long            | Francja        | wiceprzewodnicząca jury |
| 4.  | František Maxián           | Czechosłowacja | wiceprzewodniczący jury |
| 5.  | Lew Oborin                 | ZSRR           | wiceprzewodniczący jury |
| 6.  | Magda Tagliaferro          | Brazylia       | wiceprzewodnicząca jury |
| 7.  | Godfrid Boon               | Szwecja        | członek jury            |
| 8.  | Émile Bosquet              | Belgia         | członek jury            |
| 9.  | Lucette Descaves           | Francja        | członek jury            |
| 10. | Sem Dresden                | Holandia       | członek jury            |
| 11. | Jan Ekier                  | Polska         | członek jury            |
| 12. | Blas Galindo               | Meksyk         | członek jury            |
| 13. | Lélia Gousseau             | Francja        | członek jury            |
| 14. | Lajos Hernádi              | Węgry          | członek jury            |
| 15. | Franz Josef Hirt           | Szwajcaria     | członek jury            |
| 16. | Jan Hoffman                | Polska         | członek jury            |
| 17. | Roman Jasiński             | Polska         | członek jury            |
| 18. | Marcelina Kimontt-Jacynowa | Polska         | członek jury            |
| 19. | Lazare Lévy                | Francja        | członek jury            |
| 20. | Joseph Marx                | Austria        | członek jury            |
| 21. | Alfred Mendelsohn          | Rumunia        | członek jury            |
| 22. | Dimitar Nenow              | Bułgaria       | członek jury            |
| 23. | Pawieł Sieriebriakow       | ZSRR           | członek jury            |
| 24. | Stanisław Szpinalski       | Polska         | członek jury            |
| 25. | Henryk Sztompka            | Polska         | członek jury            |
| 26. | Margerita Trombini-Kazuro  | Polska         | członek jury            |
| 27. | Bolesław Woytowicz         | Polska         | członek jury            |
| 28. | Carlo Zecchi               | Włochy         | członek jury            |
| 29. | Jerzy Żurawlew             | Polska         | członek jury            |

## V konkurs (1955)[7][i]
| Lp. | Juror                         | Kraj            | Funkcja                 |
| 1.  | Zbigniew Drzewiecki           | Polska          | przewodniczący jury     |
| 2.  | Harold Craxton                | Wielka Brytania | wiceprzewodniczący jury |
| 3.  | Lew Oborin                    | ZSRR            | wiceprzewodniczący jury |
| 4.  | Magda Tagliaferro             | Brazylia        | wiceprzewodnicząca jury |
| 5.  | Stanisław Szpinalski          | Polska          | sekretarz jury          |
| 6.  | Guido Agosti                  | Włochy          | członek jury            |
| 7.  | Stefan Askenase               | Belgia          | członek jury            |
| 8.  | Arturo Benedetti-Michelangeli | Włochy          | członek jury            |
| 9.  | Émile Bosquet                 | Belgia          | członek jury            |
| 10. | Jacques Février               | Francja         | członek jury            |
| 11. | Floria Guerra                 | Chile           | członek jury            |
| 12. | Emil Hajek                    | Jugosławia      | członek jury            |
| 13. | Jan Hoffman                   | Polska          | członek jury            |
| 14. | Louis Kentner                 | Wielka Brytania | członek jury            |
| 15. | Lazare Lévy                   | Francja         | członek jury            |
| 16. | Witold Lutosławski            | Polska          | członek jury            |
| 17. | Joseph Marx                   | Austria         | członek jury            |
| 18. | František Maxián              | Czechosłowacja  | członek jury            |
| 19. | Lubomir Pipkow                | Bułgaria        | członek jury            |
| 20. | Bruno Seidlhofer              | Austria         | członek jury            |
| 21. | Hugo Steurer                  | NRD             | członek jury            |
| 22. | Ma Sucun                      | Chiny           | członek jury            |
| 23. | Henryk Sztompka               | Polska          | członek jury            |
| 24. | Józef Śmidowicz               | Polska          | członek jury            |
| 25. | Erik Then-Bergh               | RFN             | członek jury            |
| 26. | Margerita Trombini-Kazuro     | Polska          | członek jury            |
| 27. | Imré Ungár                    | Węgry           | członek jury            |
| 28. | Maria Wiłkomirska             | Polska          | członek jury            |
| 29. | Jakow Zak                     | ZSRR            | członek jury            |
| 30. | Carlo Zecchi                  | Włochy          | członek jury            |
| 31. | Jerzy Żurawlew                | Polska          | członek jury            |

## VI konkurs (1960)[8]
| Lp. | Juror                     | Kraj              | Funkcja                      |
| 1.  | Zbigniew Drzewiecki       | Polska            | przewodniczący jury          |
| 2.  | Nadia Boulanger           | Francja           | wiceprzewodnicząca jury      |
| 3.  | Arthur Hedley             | Wielka Brytania   | wiceprzewodniczący jury      |
| 4.  | Dmitrij Kabalewski        | ZSRR              | wiceprzewodniczący jury      |
| 5.  | Henryk Sztompka           | Polska            | wiceprzewodniczący jury      |
| 6.  | Bolesław Woytowicz        | Polska            | sekretarz jury               |
| 7.  | Guido Agosti              | Włochy            | członek jury                 |
| 8.  | Stefan Askenase           | Belgia            | członek jury                 |
| 9.  | Sven Brandel              | Szwecja           | członek jury                 |
| 10. | Sequeira Costa            | Portugalia        | członek jury                 |
| 11. | Harold Craxton            | Wielka Brytania   | członek jury                 |
| 12. | Halina Czerny-Stefańska   | Polska            | członek jury                 |
| 13. | Jan Ekier                 | Polska            | członek jury                 |
| 14. | Armand de Gontaut Biron   | Francja           | członek jury                 |
| 15. | Emil Hajek                | Jugosławia        | członek jury                 |
| 16. | Lajos Hernádi             | Węgry             | członek jury                 |
| 17. | Jan Hoffman               | Polska            | członek jury                 |
| 18. | Mieczysław Horszowski     | Stany Zjednoczone | członek jury                 |
| 19. | Witold Małcużyński        | Polska            | członek jury                 |
| 20. | Timo Mikkilä              | Finlandia         | członek jury                 |
| 21. | Florica Musicescu         | Rumunia           | członek jury                 |
| 22. | Harry Neuhaus             | ZSRR              | członek jury                 |
| 23. | František Rauch           | Czechosłowacja    | członek jury                 |
| 24. | Reimar Riefling           | Norwegia          | członek jury                 |
| 25. | Heinz Schröter            | RFN               | członek jury                 |
| 26. | Bruno Seidlhofer          | Austria           | członek jury                 |
| 27. | Pawieł Sieriebriakow      | ZSRR              | członek jury                 |
| 28. | Andrej Stojanow           | Bułgaria          | członek jury                 |
| 29. | Ding Shande               | Chiny             | członek jury                 |
| 30. | Magda Tagliaferro         | Brazylia          | członek jury                 |
| 31. | Margerita Trombini-Kazuro | Polska            | członek jury                 |
| 32. | Amadeus Webersinke        | NRD               | członek jury                 |
| 33. | Beveridge Webster         | Stany Zjednoczone | członek jury                 |
| 34. | Jakow Zak                 | ZSRR              | członek jury                 |
| 35. | Jerzy Żurawlew            | Polska            | członek jury                 |
|     |                           |                   |                              |
| 36. | Artur Rubinstein          | Stany Zjednoczone | honorowy przewodniczący jury |

## VII konkurs (1965)[9][k]
| Lp. | Juror                     | Kraj              | Funkcja                 |
| 1.  | Zbigniew Drzewiecki       | Polska            | przewodniczący jury     |
| 2.  | Jakow Flier               | ZSRR              | wiceprzewodniczący jury |
| 3.  | Arthur Hedley             | Wielka Brytania   | wiceprzewodniczący jury |
| 4.  | Jan Hoffman               | Polska            | sekretarz jury          |
| 5.  | Jan Ekier                 | Polska            | członek jury            |
| 6.  | Pál Kadosa                | Węgry             | członek jury            |
| 7.  | Eugene List               | Stany Zjednoczone | członek jury            |
| 8.  | Ivo Maček                 | Jugosławia        | członek jury            |
| 9.  | Nikita Magaloff           | Szwajcaria        | członek jury            |
| 10. | Timo Mikkilä              | Finlandia         | członek jury            |
| 11. | Vlado Perlemuter          | Francja           | członek jury            |
| 12. | František Rauch           | Czechosłowacja    | członek jury            |
| 13. | Renzo Silvestri           | Włochy            | członek jury            |
| 14. | Weselin Stojanow          | Bułgaria          | członek jury            |
| 15. | Magda Tagliaferro         | Brazylia          | członek jury            |
| 16. | Sigismund Toduță          | Rumunia           | członek jury            |
| 17. | Margerita Trombini-Kazuro | Polska            | członek jury            |
| 18. | Amadeus Webersinke        | NRD               | członek jury            |
| 19. | Maria Wiłkomirska         | Polska            | członek jury            |
| 20. | Bolesław Woytowicz        | Polska            | członek jury            |
| 21. | Jerzy Żurawlew            | Polska            | członek jury            |

## VIII konkurs (1970)[10][m]
| Lp. | Juror                  | Kraj           | Funkcja                 |
| 1.  | Kazimierz Sikorski     | Polska         | przewodniczący jury     |
| 2.  | Guido Agosti           | Włochy         | wiceprzewodniczący jury |
| 3.  | Tatjana Nikołajewa     | ZSRR           | wiceprzewodniczący jury |
| 4.  | Zbigniew Szymonowicz   | Polska         | sekretarz jury          |
| 5.  | Raif J. Abillama       | Liban          | członek jury            |
| 6.  | István Antal           | Węgry          | członek jury            |
| 7.  | Jan Ekier              | Polska         | członek jury            |
| 8.  | Monique Haas           | Francja        | członek jury            |
| 9.  | Gheorghe Halmos        | Rumunia        | członek jury            |
| 10. | Jan Hoffman            | Polska         | członek jury            |
| 11. | Witold Małcużyński     | Polska         | członek jury            |
| 12. | Susumu Nagai           | Japonia        | członek jury            |
| 13. | Stepanka Pelischek     | Bułgaria       | członek jury            |
| 14. | Eliane Richepin        | Francja        | członek jury            |
| 15. | Maria Teresa Rodriguez | Meksyk         | członek jury            |
| 16. | Annerose Schmidt       | NRD            | członek jury            |
| 17. | Regina Smendzianka     | Polska         | członek jury            |
| 18. | Pavel Štěpán           | Czechosłowacja | członek jury            |
| 19. | Bolesław Woytowicz     | Polska         | członek jury            |

## IX konkurs (1975)[11]
| Lp. | Juror                     | Kraj              | Funkcja                 |
| 1.  | Kazimierz Sikorski        | Polska            | przewodniczący jury     |
| 2.  | Eugene List               | Stany Zjednoczone | wiceprzewodniczący jury |
| 3.  | Jewgienij Malinin         | ZSRR              | wiceprzewodniczący jury |
| 4.  | István Antal              | Węgry             | członek jury            |
| 5.  | Olga Iliwicka-Dąbrowska   | Polska            | członek jury            |
| 6.  | Anton Dikow               | Bułgaria          | członek jury            |
| 7.  | Jan Ekier                 | Polska            | członek jury            |
| 8.  | Orazio Frugoni            | Włochy            | członek jury            |
| 9.  | Gheorghe Halmos           | Rumunia           | członek jury            |
| 10. | Ludwig Hoffmann           | RFN               | członek jury            |
| 11. | Akiko Iguchi              | Japonia           | członek jury            |
| 12. | Andrzej Jasiński          | Polska            | członek jury            |
| 13. | Alexander Jenner          | Austria           | członek jury            |
| 14. | Louis Kentner             | Wielka Brytania   | członek jury            |
| 15. | Witold Małcużyński        | Polska            | członek jury            |
| 16. | André-François Marescotti | Szwajcaria        | członek jury            |
| 17. | Federico Mompou           | Hiszpania         | członek jury            |
| 18. | František Rauch           | Czechosłowacja    | członek jury            |
| 19. | Bernard Ringeissen        | Francja           | członek jury            |
| 20. | Zbigniew Szymonowicz      | Polska            | członek jury            |
| 21. | Zbigniew Śliwiński        | Polska            | członek jury            |
| 22. | Amadeus Webersinke        | NRD               | członek jury            |
| 23. | Tadeusz Żmudziński        | Polska            | członek jury            |

## X konkurs (1980)[12][n]
| Lp. | Juror                   | Kraj              | Funkcja                 |
| 1.  | Kazimierz Kord          | Polska            | przewodniczący jury     |
| 2.  | Nikita Magaloff         | Szwajcaria        | wiceprzewodniczący jury |
| 3.  | František Rauch         | Czechosłowacja    | wiceprzewodniczący jury |
| 4.  | Martha Argerich         | Argentyna         | członek jury            |
| 5.  | Paul Badura-Skoda       | Austria           | członek jury            |
| 6.  | Rodolfo Caporali        | Włochy            | członek jury            |
| 7.  | Josep Colom             | Hiszpania         | członek jury            |
| 8.  | Halina Czerny-Stefańska | Polska            | członek jury            |
| 9.  | Siergiej Dorenski       | ZSRR              | członek jury            |
| 10. | Jan Ekier               | Polska            | członek jury            |
| 11. | Liuba Enczewa           | Bułgaria          | członek jury            |
| 12. | Rudolf Fischer          | NRD               | członek jury            |
| 13. | Lidia Grychtołówna      | Polska            | członek jury            |
| 14. | Iving Heller            | Kanada            | członek jury            |
| 15. | Rex Hobcroft            | Australia         | członek jury            |
| 16. | Ludwig Hoffmann         | RFN               | członek jury            |
| 17. | Andrzej Jasiński        | Polska            | członek jury            |
| 18. | Geneviève Joy           | Francja           | członek jury            |
| 19. | Louis Kentner           | Wielka Brytania   | członek jury            |
| 20. | Eugene List             | Stany Zjednoczone | członek jury            |
| 21. | Regina Smendzianka      | Polska            | członek jury            |
| 22. | Péter Solymos           | Węgry             | członek jury            |
| 23. | Zbigniew Śliwiński      | Polska            | członek jury            |
| 24. | Kazuko Yasukawa         | Japonia           | członek jury            |
| 25. | Tadeusz Żmudziński      | Polska            | członek jury            |

## XI konkurs (1985)[13][o]
| Lp. | Juror                   | Kraj              | Funkcja                      |
| 1.  | Jan Ekier               | Polska            | przewodniczący jury          |
| 2.  | Wiktor Mierżanow        | ZSRR              | wiceprzewodniczący jury      |
| 3.  | Eugène Traey            | Belgia            | wiceprzewodniczący jury      |
| 4.  | Edward Auer             | Stany Zjednoczone | członek jury                 |
| 5.  | Halina Czerny-Stefańska | Polska            | członek jury                 |
| 6.  | Konstantin Ganew        | Bułgaria          | członek jury                 |
| 7.  | Valentin Gheorghiu      | Rumunia           | członek jury                 |
| 8.  | Lidia Grychtołówna      | Polska            | członek jury                 |
| 9.  | Barbara Hesse-Bukowska  | Polska            | członek jury                 |
| 10. | Andrzej Jasiński        | Polska            | członek jury                 |
| 11. | Karl-Heinz Kämmerling   | RFN               | członek jury                 |
| 12. | Piotr Paleczny          | Polska            | członek jury                 |
| 13. | Karl-Heinz Pick         | NRD               | członek jury                 |
| 14. | František Rauch         | Czechosłowacja    | członek jury                 |
| 15. | Bernard Ringeissen      | Francja           | członek jury                 |
| 16. | Takahiro Sonoda         | Japonia           | członek jury                 |
| 17. | Fu Cong                 | Chiny             | członek jury                 |
| 18. | Lew Własienko           | ZSRR              | członek jury                 |
| 19. | Charles H. Webb         | Stany Zjednoczone | członek jury                 |
| 20. | Tadeusz Żmudziński      | Polska            | członek jury                 |
|     |                         |                   |                              |
| 21. | Kazimierz Sikorski      | Polska            | honorowy przewodniczący jury |

## XII konkurs (1990)[14]
| Lp. | Juror                   | Kraj              | Funkcja                 |
| 1.  | Jan Ekier               | Polska            | przewodniczący jury     |
| 2.  | Eugène Traey            | Belgia            | wiceprzewodniczący jury |
| 3.  | Lew Własienko           | ZSRR              | wiceprzewodniczący jury |
| 4.  | Władimir Aszkenazi      | Islandia Rosja    | członek jury            |
| 5.  | Ryszard Bakst           | Polska            | członek jury            |
| 6.  | Halina Czerny-Stefańska | Polska            | członek jury            |
| 7.  | Anton Dikow             | Bułgaria          | członek jury            |
| 8.  | Siergiej Dorenski       | ZSRR              | członek jury            |
| 9.  | Leon Fleisher           | Stany Zjednoczone | członek jury            |
| 10. | Lidia Grychtołówna      | Polska            | członek jury            |
| 11. | Barbara Hesse-Bukowska  | Polska            | członek jury            |
| 12. | Andrzej Jasiński        | Polska            | członek jury            |
| 13. | Cyprien Katsaris        | Luksemburg        | członek jury            |
| 14. | Ivan Klánský            | Czechosłowacja    | członek jury            |
| 15. | Hiroko Nakamura         | Japonia           | członek jury            |
| 16. | Gerhard Oppitz          | Niemcy            | członek jury            |
| 17. | Piotr Paleczny          | Polska            | członek jury            |
| 18. | Bernard Ringeissen      | Francja           | członek jury            |
| 19. | Maria Tipo              | Włochy            | członek jury            |
| 20. | Kazuko Yasukawa         | Japonia           | członek jury            |
| 21. | Tadeusz Żmudziński      | Polska            | członek jury            |

## XIII konkurs (1995)[15]
| Lp. | Juror                    | Kraj              | Funkcja                 |
| 1.  | Jan Ekier                | Polska            | przewodniczący jury     |
| 2.  | Paul Badura-Skoda        | Austria           | wiceprzewodniczący jury |
| 3.  | Piotr Paleczny           | Polska            | wiceprzewodniczący jury |
| 4.  | Halina Czerny-Stefańska  | Polska            | członek jury            |
| 5.  | Bella Dawidowicz         | Stany Zjednoczone | członek jury            |
| 6.  | Jean-Jacques Eigeldinger | Szwajcaria        | członek jury            |
| 7.  | Lidia Grychtołówna       | Polska            | członek jury            |
| 8.  | Adam Harasiewicz         | Polska            | członek jury            |
| 9.  | Barbara Hesse-Bukowska   | Polska            | członek jury            |
| 10. | Andrzej Jasiński         | Polska            | członek jury            |
| 11. | Ivan Klánský             | Czechy            | członek jury            |
| 12. | Hitoshi Kobayashi        | Japonia           | członek jury            |
| 13. | Lee Kum-Sing             | Kanada            | członek jury            |
| 14. | Dominique Merlet         | Francja           | członek jury            |
| 15. | Wiktor Mierżanow         | Rosja             | członek jury            |
| 16. | Li Mingqiang             | Chiny             | członek jury            |
| 17. | Hiroko Nakamura          | Japonia           | członek jury            |
| 18. | Sergio Perticaroli       | Włochy            | członek jury            |
| 19. | Edith Picht-Axenfeld     | Niemcy            | członek jury            |
| 20. | Bernard Ringeissen       | Francja           | członek jury            |
| 21. | Harold C. Schonberg      | Stany Zjednoczone | członek jury            |
| 22. | Regina Smendzianka       | Polska            | członek jury            |
| 23. | Zbigniew Śliwiński       | Polska            | członek jury            |
| 24. | Arie Vardi               | Izrael            | członek jury            |

## XIV konkurs (2000)[16]
| Lp. | Juror                   | Kraj              | Funkcja                      |
| 1.  | Andrzej Jasiński        | Polska            | przewodniczący jury          |
| 2.  | Piotr Paleczny          | Polska            | wiceprzewodniczący jury      |
| 3.  | Bernard Ringeissen      | Francja           | wiceprzewodniczący jury      |
| 4.  | Martha Argerich         | Argentyna         | członek jury                 |
| 5.  | Edward Auer             | Stany Zjednoczone | członek jury                 |
| 6.  | Paul Badura-Skoda       | Austria           | członek jury                 |
| 7.  | Arnoldo Cohen           | Wielka Brytania   | członek jury                 |
| 8.  | Sequeira Costa          | Portugalia        | członek jury                 |
| 9.  | Halina Czerny-Stefańska | Polska            | członek jury                 |
| 10. | Ikuko Endō              | Japonia           | członek jury                 |
| 11. | Kazimierz Gierżod       | Polska            | członek jury                 |
| 12. | Lidia Grychtołówna      | Polska            | członek jury                 |
| 13. | Adam Harasiewicz        | Polska            | członek jury                 |
| 14. | Eugene Indjic           | Stany Zjednoczone | członek jury                 |
| 15. | Ivan Klánský            | Czechy            | członek jury                 |
| 16. | Wiktor Mierżanow        | Rosja             | członek jury                 |
| 17. | Germaine Mounier        | Francja           | członek jury                 |
| 18. | Hiroko Nakamura         | Japonia           | członek jury                 |
| 19. | Sergio Perticaroli      | Włochy            | członek jury                 |
| 20. | Annerose Schmidt        | Niemcy            | członek jury                 |
| 21. | Regina Smendzianka      | Polska            | członek jury                 |
| 22. | Józef Stompel           | Polska            | członek jury                 |
| 23. | Arie Vardi              | Izrael            | członek jury                 |
|     |                         |                   |                              |
| 24. | Jan Ekier               | Polska            | honorowy przewodniczący jury |

## XV konkurs (2005)[17]
| Lp. | Juror               | Kraj              | Funkcja                 |
| 1.  | Andrzej Jasiński    | Polska            | przewodniczący jury     |
| 2.  | Piotr Paleczny      | Polska            | wiceprzewodniczący jury |
| 3.  | Wiera Gornostajewa  | Rosja             | członek jury            |
| 4.  | Lidia Grychtołówna  | Polska            | członek jury            |
| 5.  | Adam Harasiewicz    | Polska            | członek jury            |
| 6.  | Krzysztof Jabłoński | Polska            | członek jury            |
| 7.  | Kang Choong-mo      | Korea Południowa  | członek jury            |
| 8.  | Władimir Krajniew   | Rosja             | członek jury            |
| 9.  | Hiroko Nakamura     | Japonia           | członek jury            |
| 10. | John O’Conor        | Irlandia          | członek jury            |
| 11. | Janusz Olejniczak   | Polska            | członek jury            |
| 12. | John Perry          | Stany Zjednoczone | członek jury            |
| 13. | Sergio Perticaroli  | Włochy            | członek jury            |
| 14. | Ewa Pobłocka        | Polska            | członek jury            |
| 15. | Bernard Ringeissen  | Francja           | członek jury            |
| 16. | Regina Smendzianka  | Polska            | członek jury            |
| 17. | Józef Stompel       | Polska            | członek jury            |
| 18. | Đặng Thái Sơn       | Wietnam Kanada    | członek jury            |
| 19. | Arie Vardi          | Izrael            | członek jury            |
| 20. | Fanny Waterman      | Wielka Brytania   | członek jury            |
| 21. | Zhou Guangren       | Chiny             | członek jury            |

## XVI konkurs (2010)[18]
| Lp. | Juror                   | Kraj              | Funkcja                      |
| 1.  | Andrzej Jasiński        | Polska            | przewodniczący jury          |
| 2.  | Piotr Paleczny          | Polska            | wiceprzewodniczący jury      |
| 3.  | Martha Argerich         | Argentyna         | członek jury                 |
| 4.  | Fu Cong                 | Chiny             | członek jury                 |
| 5.  | Bella Dawidowicz        | Rosja             | członek jury                 |
| 6.  | Philippe Entremont      | Francja           | członek jury                 |
| 7.  | Nelson Freire           | Brazylia          | członek jury                 |
| 8.  | Adam Harasiewicz        | Polska            | członek jury                 |
| 9.  | Kevin Kenner            | Stany Zjednoczone | członek jury                 |
| 10. | Michie Koyama           | Japonia           | członek jury                 |
| 11. | Katarzyna Popowa-Zydroń | Polska            | członek jury                 |
| 12. | Đặng Thái Sơn           | Wietnam Kanada    | członek jury                 |
|     |                         |                   |                              |
| 13. | Jan Ekier               | Polska            | honorowy przewodniczący jury |

## XVII konkurs (2015)[19]
| Lp. | Juror                   | Kraj              | Funkcja             |
| 1.  | Katarzyna Popowa-Zydroń | Polska            | przewodnicząca jury |
| 2.  | Dmitrij Aleksiejew      | Rosja             | członek jury        |
| 3.  | Martha Argerich         | Argentyna         | członek jury        |
| 4.  | Akiko Ebi               | Japonia           | członek jury        |
| 5.  | Philippe Entremont      | Francja           | członek jury        |
| 6.  | Nelson Goerner          | Argentyna         | członek jury        |
| 7.  | Adam Harasiewicz        | Polska            | członek jury        |
| 8.  | Andrzej Jasiński        | Polska            | członek jury        |
| 9.  | Dina Joffe              | Łotwa             | członek jury        |
| 10. | Li Yundi                | Chiny             | członek jury        |
| 11. | Garrick Ohlsson         | Stany Zjednoczone | członek jury        |
| 12. | Janusz Olejniczak       | Polska            | członek jury        |
| 13. | Piotr Paleczny          | Polska            | członek jury        |
| 14. | Ewa Pobłocka            | Polska            | członek jury        |
| 15. | John Rink               | Stany Zjednoczone | członek jury        |
| 16. | Wojciech Świtała        | Polska            | członek jury        |
| 17. | Đặng Thái Sơn           | Wietnam Kanada    | członek jury        |

## XVIII konkurs (2021)[21]
| Lp. | Juror                   | Kraj              | Funkcja             |
| 1.  | Katarzyna Popowa-Zydroń | Polska            | przewodnicząca jury |
| 2.  | Dmitrij Aleksiejew      | Rosja             | członek jury        |
| 3.  | Akiko Ebi               | Japonia           | członek jury        |
| 4.  | Philippe Giusiano       | Francja           | członek jury        |
| 5.  | Nelson Goerner          | Argentyna         | członek jury        |
| 6.  | Adam Harasiewicz        | Polska            | członek jury        |
| 7.  | Krzysztof Jabłoński     | Polska            | członek jury        |
| 8.  | Dina Joffe              | Łotwa             | członek jury        |
| 9.  | Kevin Kenner            | Stany Zjednoczone | członek jury        |
| 10. | Arthur Moreira Lima     | Brazylia          | członek jury        |
| 11. | Janusz Olejniczak       | Polska            | członek jury        |
| 12. | Piotr Paleczny          | Polska            | członek jury        |
| 13. | Ewa Pobłocka            | Polska            | członek jury        |
| 14. | John Rink               | Stany Zjednoczone | członek jury        |
| 15. | Chen Sa                 | Chiny             | członek jury        |
| 16. | Wojciech Świtała        | Polska            | członek jury        |
| 17. | Đặng Thái Sơn           | Wietnam Kanada    | członek jury        |

## Statystyka
| Jurorzy o największej liczbie udziałów w konkursie |                                                |                                                |                             |
| Lp.                                                | Juror                                          | Kraj                                           | Liczba udziałów w konkursie |
| 1.                                                 | Jan Ekier                                      | Polska                                         | 11                          |
| 2.                                                 | Andrzej Jasiński                               | Polska                                         | 9                           |
| 3.                                                 | Piotr Paleczny                                 | Polska                                         | 8                           |
| 4.                                                 | Zbigniew Drzewiecki                            | Polska                                         | 7                           |
| 5.                                                 | Jerzy Żurawlew                                 | Polska                                         | 7                           |
| 6.                                                 | Halina Czerny-Stefańska                        | Polska                                         | 6                           |
| 7.                                                 | Lidia Grychtołówna                             | Polska                                         | 6                           |
| 8.                                                 | Adam Harasiewicz                               | Polska                                         | 6                           |
| 8.                                                 | Bernard Ringeissen                             | Francja                                        | 6                           |
| 9.                                                 | Magda Tagliaferro                              | Brazylia                                       | 6                           |
| 11.                                                | Jan Hoffman                                    | Polska                                         | 5                           |
| 12.                                                | František Rauch                                | Czechosłowacja                                 | 5                           |
| 13.                                                | Regina Smendzianka                             | Polska                                         | 5                           |
| 14.                                                | Bolesław Woytowicz                             | Polska                                         | 5                           |
| Kraje o największej liczbie jurorów w konkursie    |                                                |                                                |                             |
| Lp.                                                | Kraj / Kraje                                   | Kraj / Kraje                                   | Liczba jurorów              |
| 1.                                                 | Polska                                         | Polska                                         | 56                          |
| 2.                                                 | Francja                                        | Francja                                        | 18                          |
| 3.                                                 | Niemcy, Rzesza Niemiecka, III Rzesza, NRD, RFN | Niemcy, Rzesza Niemiecka, III Rzesza, NRD, RFN | 14                          |
| 4.                                                 | Rosja, ZSRR                                    | Rosja, ZSRR                                    | 14                          |
| 5.                                                 | Stany Zjednoczone                              | Stany Zjednoczone                              | 13                          |
| 6.                                                 | Japonia                                        | Japonia                                        | 9                           |
| 7.                                                 | Włochy                                         | Włochy                                         | 9                           |
| 8.                                                 | Bułgaria                                       | Bułgaria                                       | 8                           |
| 9.                                                 | Chiny                                          | Chiny                                          | 7                           |
| 10.                                                | Szwajcaria                                     | Szwajcaria                                     | 7                           |
| 11.                                                | Węgry                                          | Węgry                                          | 7                           |
| 12.                                                | Austria                                        | Austria                                        | 6                           |
| 13.                                                | Rumunia                                        | Rumunia                                        | 5                           |
| 14.                                                | Wielka Brytania                                | Wielka Brytania                                | 5                           |